# Ligne Kaloujsko-Rijskaïa
La ligne Kaloujsko-Rijskaïa (en russe : Калужско-Рижская линия et en anglais : Kaluzhsko-Rizhskaya Line)  est la sixième ligne du métro de Moscou.

## Histoire
Les rayons de la ligne situés au nord et au sud ont été construits entre la fin des années 1950 et le début des années 1960, le segment central quant à lui a été ouvert seulement en 1972.  
Le segment le plus vieux de la ligne est celui entre Prospekt Mira et VDNKh, d'une longueur de 5,4 km; autrefois appelé (jusqu'en 1972) le rayon Rijski. Parallèle à l'avenue Prospekt Mira, ce segment comprend quatre stations : Prospekt Mira, Rijskaïa, Alekseïevskaïa et VDNKh. 
Le segment situé au sud a été ouvert en octobre 1962. Long de 8,9 km, à son ouverture cinq stations étaient en marche : Oktiabrskaïa, Leninski prospekt, Akademitcheskaïa, Profsoïouznaïa et Novye Tcheriomouchki. La station Chabolovskaïa, située entre les stations Oktiabrskaïa et Leninski prospekt fut prévue dans le projet initial, mais sa construction commença seulement à partir de 1980. 
Sur certains segments, le creusement des tunnels fut difficile; et le plus complexe fut les conditions géologiques lors de la construction du tronçon entre Oktiabrskaïa et Leninski prospekt. 
En 1978, la ligne a été prolongée dans le nord, de la station VDNKh jusqu'à Medvedkovo; ce segment est long de 8,1 km et comprend 4 stations (« Botanitcheski sad », « Sviblovo », « Babouchkinskaïa » et « Medvedkovo »). 
La fin de la ligne située au sud c'est-à-dire de Beliaïevo jusqu'à Novoïassenevskaïa a été ouverte en deux temps. Premièrement, deux stations sont reliées Konkovo et Tioply Stan et ouvertes en 1987. Ensuite, le segment de Iassenevo et Novoïassenevskaïa a été construit et mis en fonction en janvier 1990. 
Les stations de la ligne Kaloujsko-Rijskaïa sont régulièrement en maintenance.

### Chronologie
| Segment                                    | Date d'ouverture  | Longueur |
| ------------------------------------------ | ----------------- | -------- |
| Prospekt Mira–VDNKh                        | 1 mai 1958        | 4.5 km   |
| Oktyabrskaya–Novye Cheryomushki            | 13 octobre 1962   | 12.6 km  |
| Novye Cheryomushki–Kaluzhskaya (temporary) | 15 avril 1962     | 14.1 km  |
| Oktyabrskaya–Kitay-gorod                   | 30 décembre 1970  | 3.1 km   |
| Prospekt Mira–Kitay-gorod                  | 31 décembre 1971  | 3.1 km   |
| Novye Cheryomushki-Belyayevo               | 12 août 1974      | 2.2 km   |
| VDNKh-Medvedkovo                           | 29 septembre 1978 | 8.1 km   |
| Shabolovskaya                              | 6 novembre 1980   | N/A      |
| Belyayevo–Tyoply Stan                      | 6 novembre 1987   | 2.9 km   |
| Tyoply Stan–Novoyasenevskaya               | 17 janvier 1990   | 3.6 km   |
| Total:                                     | 24 stations       | 37,8 km  |

### Changements d'appellation
| Station        | Ancienne(s) dénomination(s) | Années    |
| -------------- | --------------------------- | --------- |
| VDNKh          | VSKhV                       | 1958–1959 |
| Alekseïevskaïa | Chtcherbakovskaïa           | 1966–1990 |
| Alekseïevskaïa | Mir                         | 1958–1966 |
| Prospekt Mira  | Botanitcheski sad           | 1958–1966 |
| Tretiakovskaïa | Novokouznetskaïa            | 1970–1983 |
| Kitaï-gorod    | Plochtchad Noguina          | 1970–1990 |
| Soukharevskaïa | Kolkhoznaïa                 | 1971–1990 |

## Stations et correspondances
|  |   |  | Station              | Lieu                 | Correspondance                                    |
|  | - |  | -------------------- | -------------------- | ------------------------------------------------- |
|  | o |  | Medvedkovo           | Severnoïe Medvedkovo |                                                   |
|  | • |  | Babouchkinskaïa      | Babouchkinski        |                                                   |
|  | • |  | Sviblovo             | Sviblovo             |                                                   |
|  | • |  | Botanitcheski sad    | Sviblovo             |                                                   |
|  | • |  | VDNKh                | Alekseïevski         | Gare routière VDNKh                               |
|  | • |  | Alekseïevskaïa       | Alekseïevski         |                                                   |
|  | o |  | Rijskaïa             | Mechtchanski         | Trains via la gare de Riga dans la même station   |
|  | o |  | Prospekt Mira        | Mechtchanski         | via st. Prospekt Mira (L5)                        |
|  | • |  | Soukharevskaïa       | Mechtchanski         |                                                   |
|  | o |  | Tourguenievskaïa     | Krasnosselski        | via st. Tchistye proudy via st. Sretenski boulvar |
|  | o |  | Kitaï-gorod          | Basmanny             | dans la même station                              |
|  | o |  | Tretiakovskaïa       | Zamoskvoretche       | dans la même station via st. Novokouznetskaïa     |
|  | o |  | Oktiabrskaïa         | Iakimanka            | via st. Oktiabrskaïa (L5)                         |
|  | • |  | Chabolovskaïa        | Donskoï              |                                                   |
|  | • |  | Leninski prospekt    | Gagarinski           |                                                   |
|  | • |  | Akademitcheskaïa     | Akademitcheski       |                                                   |
|  | • |  | Profsoïouznaïa       | Akademitcheski       |                                                   |
|  | • |  | Novye Tcheriomouchki | Tcheriomouchki       |                                                   |
|  | • |  | Kaloujskaïa          | Tcheriomouchki       | via st. Vorontsovskaïa                            |
|  | • |  | Beliaïevo            | Konkovo              |                                                   |
|  | • |  | Konkovo              | Konkovo              |                                                   |
|  | • |  | Tioply Stan          | Konkovo              |                                                   |
|  | • |  | Iassenevo            | Iassenevo            |                                                   |
|  | o |  | Novoïassenevskaïa    | Iassenevo            | via st. Bittsevski park                           |

## Dépôt et matériel roulant
La ligne Kaloujsko-Rijskaïa est desservie par deux dépôts : Kaloujski, ouvert en 1964 et Sviblovo, mis en service en 1978. De 1958 à 1972, le segment de Rijski desservait le dépôt Krasnopresnenskoïe.
Sur la ligne les wagons de type 81-717(714) sont utilisés. Jusqu'à 1972 les wagons de type G étaient exploités, et à partir de 1972 jusqu'à 1996 les wagons E et Ej étaient utilisés. Le nombre de wagons est de 8 (depuis 1987).
La ligne est équipée de la signalisation ALS-ARS.

## Développements récents et futurs
Pour l'instant il n'y a aucun projet d'agrandissement de la ligne. 
Il y a quelque temps, on prévoyait de continuer la ligne à partir de la station Medvedkovo jusqu'à la station dépôt Tchelobitievo, qui est même apparue sur le plan du métro de Moscou, mais en raison des désaccords avec le gouvernement des autorités de Moscou, ce plan n'a pas été réalisé.
Il y a eu un plan pour prolonger la ligne à partir de la station Novoïassenevskaïa jusqu'à Oulitsa Academika Iangelia, cependant ce plan a été abandonné à la suite de l'apparition du projet de continuer la Ligne Boutovskaïa à partir de la station Oulitsa Starokatchalovskaïa jusqu'à la station Bittsevski park. 

## Possibilités
Depuis l'époque soviétique, un prolongement de la ligne vers le nord à partir de la station «Medvedkovo» jusqu'à la ville de Mytichtchi était envisagé, avec la construction d'une station «Tchelobitievo». Cette dernière est apparue et a disparu à plusieurs reprises des plans de construction officiels. En 2019, la décision fut prise de renoncer à l'extension des lignes du métro de Moscou vers la région de Moscou, mais cette décision ne s'est pas avérée définitive. En effet, dès 2020, des informations ont indiqué qu'un retour au projet de prolongement de la ligne vers Mytichtchi, jusqu'à la station «Tchelobitievo», était envisagé après 2023.